# Саркисов, Николай Эдуардович
Никола́й Эдуа́рдович Сарки́сов (род. 23 июня 1968 года, Москва, РСФСР, СССР) — предприниматель, один из основных владельцев и член совета директоров «РЕСО-Гарантии».

## Биография
Николай Саркисов родился 23 июня 1968 года в Москве в семье работников Внешторга.
Его отец был одним из ближайших сотрудников Анастаса Микояна, участвовал в создании Министерства внешней торговли СССР.
Армянин по национальности. Младший брат предпринимателя Сергея Саркисова.
С 1985 по 1986 годы работал бухгалтером, а затем инспектором внешнеторгового объединения «Промсырьеимпорт» (Министерство внешних экономических связей СССР), специализировавшегося на экспорте чугуна и проката чёрных металлов.
В период с 1986 по 1988 годы проходил службу в пограничных войсках КГБ СССР.
В 1988 году поступил экономистом в совместное предприятие «Авиценна», где занимался торговлей черными металлами. После, до 1991 года работал в компании «Константа».
В 1991—1995 годы работал в компании «Саметко».
В 1995 году бросил свой бизнес и пришёл в компанию к старшему брату — Сергею Саркисову. Стал директором департамента корпоративного страхования «РЕСО-Гарантии», затем вице-президентом, заместителем генерального директора.
В 1996 году вошел в состав совета директоров ОСАО «РЕСО-Гарантия».
В 2000 году окончил Государственный университет управления по специальности «Менеджмент».
В 2013 году совместно с братом Сергеем Саркисовым отказался от сделки по покупке блокирующего пакета страховой компании ВСК — одного из крупнейших слияний на российском страховом рынке.

## Происшествия
В 2020 году парижскую квартиру Николая Саркисова ограбили. Грабители вынесли ювелирные украшения, часы, изделия из меха и кожи. Общая предположительная стоимость украденного — не менее €500 тыс. Николай Саркисов сообщил, что не живет в квартире, а сама недвижимость выставлена на продажу.

## Состояние
Входит в рейтинг журнала Forbes с 2008 года. Занимает места с 52 (2009) по 74 (2010) с состоянием с 700 млн долларов США (2009) по 1 500 млн долларов США (2008). В 2010 году занимал 74 место с состоянием 950 млн долларов США, в 2014 — 98 место с состоянием 1,1 млрд долларов США (потери за год — 0,25 млрд долларов США).
В рейтинге журнала Forbes «200 богатейших бизнесменов России 2021» занял 141 место с состоянием $850 млн.
Согласно информации журнала «Финанс» на начало 2009 года, имел состояние в размере 750 млн долларов, а также занимал 58 место в рейтинге российских миллиардеров.
Вместе с братом Сергеем Саркисовым они в апреле 2013 года заняли 7-е место в рейтинге самых богатых семейств России журнала «Профиль» (общий капитал в 2,32 млрд долларов принадлежит братьям в равных долях — по 1,16 млрд долларов у каждого). Годом ранее, в феврале 2013 года журнал CEO оценивал состояния каждого из братьев в 1,33 млрд долларов.

## Санкции
23 февраля 2024 года Саркисов включён в санкционный список Канады против «ключевых элементов прямой и косвенной поддержки полномасштабного вторжения России в Украину». Ранее, 19 октября 2022 года, Саркисов попал в санкционный список Украины так как он обеспечивает «высокую доходную часть бюджета Российской Федерации, которая несёт ответственность за войну в Украине, то есть являлся значительным источником доходов для ведения войны».